# Nestory Irankunda
Nestory Irankunda (Kigoma, 9 febbraio 2006) è un calciatore australiano, attaccante del Watford e della nazionale australiana.

## Biografia
È nato in un campo per rifugiati in Tanzania da genitori burundesi in fuga dalla guerra civile. In giovane età si è trasferito in Australia dove ha iniziato la sua carriera calcistica.

## Caratteristiche tecniche
Di ruolo ala destra, può giocare anche da seconda punta o centravanti.

## Carriera

### Club
Irankunda è cresciuto nel settore giovanile dell'Adelaide Utd, con cui ha debuttato l'8 gennaio 2022 nell'incontro di A-League Men pareggiato 1-1 contro il Melbourne Victory. Il 24 aprile 2022 ha segnato il suo primo gol al 94' della sfida vinta 2-0 contro il Perth Glory.
Nell'ottobre del 2023 è stato inserito nella lista dei migliori sessanta calciatori nati dopo il primo gennaio del 2006 stilata da The Guardian ed il 14 novembre seguente è stato acquistato a titolo definitivo dal Bayern Monaco con un contratto valido a partire dall'estate del 2024. Il 4 gennaio 2025 viene ceduto in prestito al Grasshoppers fino al termine della stagione.
Il 18 luglio 2025 viene ceduto a titolo definitivo al Watford, firmando un contratto valido fino al 2030.

### Nazionale
Il 14 marzo 2023 ha ricevuto la prima convocazione con la nazionale australiana in vista di una doppia amichevole contro l'Ecuador, senza però scendere in campo. Ha fatto il suo esordio il 6 giugno 2024 giocando da titolare l'incontro di qualificazione per il campionato mondiale 2026 vinto 2-0 contro il Bangladesh, dove ha fornito l'assist per il primo gol. Cinque giorni dopo realizza la sua prima rete per la selezione australiana nella sfida vinta 5-0 contro la Palestina.

## Statistiche

### Presenze e reti nei club
Statistiche aggiornate all'8 febbraio 2025.
| Stagione               | Squadra                | Campionato             | Campionato | Campionato | Coppe nazionali | Coppe nazionali | Coppe nazionali | Coppe continentali | Coppe continentali | Coppe continentali | Altre coppe | Altre coppe | Altre coppe | Totale | Totale | Totale |
| Stagione               | Squadra                | Comp                   | Pres       | Reti       | Comp            | Pres            | Reti            | Comp               | Pres               | Reti               | Comp        | Pres        | Reti        | Pres   | Reti   |        |
| ---------------------- | ---------------------- | ---------------------- | ---------- | ---------- | --------------- | --------------- | --------------- | ------------------ | ------------------ | ------------------ | ----------- | ----------- | ----------- | ------ | ------ | ------ |
| 2021-2022              | Adelaide Utd           | AL                     | 13         | 3          | CA              | 0               | 0               | -                  | -                  | -                  | -           | -           | -           | 13     | 3      |        |
| 2022-2023              | Adelaide Utd           | AL                     | 22         | 5          | CA              | 1               | 0               | -                  | -                  | -                  | -           | -           | -           | 23     | 5      |        |
| 2023-2024              | Adelaide Utd           | AL                     | 25         | 8          | CA              | 0               | 0               | -                  | -                  | -                  | -           | -           | -           | 25     | 8      |        |
| Totale Adelaide United | Totale Adelaide United | Totale Adelaide United | 60         | 16         |                 | 1               | 0               |                    | -                  | -                  |             | -           | -           | 61     | 16     |        |
| 2024-gen. 2025         | Bayern Monaco II       | RL                     | 15         | 4          | -               | -               | -               | -                  | -                  | -                  | -           | -           | -           | 15     | 4      |        |
| gen.-giu. 2025         | Grasshoppers           | SL                     | 5          | 0          | CS              | 0               | 0               | -                  | -                  | -                  | -           | -           | -           | 5      | 0      |        |
| Totale carriera        | Totale carriera        | Totale carriera        | 80         | 20         |                 | 1               | 0               |                    | -                  | -                  |             | -           | -           | 81     | 20     |        |

### Cronologia presenze e reti in nazionale
| Cronologia completa delle presenze e delle reti in nazionale ― Australia | Cronologia completa delle presenze e delle reti in nazionale ― Australia | Cronologia completa delle presenze e delle reti in nazionale ― Australia | Cronologia completa delle presenze e delle reti in nazionale ― Australia | Cronologia completa delle presenze e delle reti in nazionale ― Australia | Cronologia completa delle presenze e delle reti in nazionale ― Australia | Cronologia completa delle presenze e delle reti in nazionale ― Australia | Cronologia completa delle presenze e delle reti in nazionale ― Australia |
| Data                                                                     | Città                                                                    | In casa                                                                  | Risultato                                                                | Ospiti                                                                   | Competizione                                                             | Reti                                                                     | Note                                                                     |
| ------------------------------------------------------------------------ | ------------------------------------------------------------------------ | ------------------------------------------------------------------------ | ------------------------------------------------------------------------ | ------------------------------------------------------------------------ | ------------------------------------------------------------------------ | ------------------------------------------------------------------------ | ------------------------------------------------------------------------ |
| 6-6-2024                                                                 | Dacca                                                                    | Bangladesh                                                               | 0 – 2                                                                    | Australia                                                                | Qual. Mondiali 2026                                                      | -                                                                        | 64’                                                                      |
| 11-6-2024                                                                | Perth                                                                    | Australia                                                                | 5 – 0                                                                    | Palestina                                                                | Qual. Mondiali 2026                                                      | 1                                                                        | 70’                                                                      |
| 5-9-2024                                                                 | Gold Coast                                                               | Australia                                                                | 0 – 1                                                                    | Bahrein                                                                  | Qual. Mondiali 2026                                                      | -                                                                        | 58’                                                                      |
| 10-9-2024                                                                | Giacarta                                                                 | Indonesia                                                                | 0 – 0                                                                    | Australia                                                                | Qual. Mondiali 2026                                                      | -                                                                        | 59’                                                                      |
| 10-10-2024                                                               | Adelaide                                                                 | Australia                                                                | 3 – 1                                                                    | Cina                                                                     | Qual. Mondiali 2026                                                      | -                                                                        | 46’                                                                      |
| Totale                                                                   |                                                                          | Presenze                                                                 | 5                                                                        |                                                                          | Reti                                                                     | 1                                                                        |                                                                          |